# Diego de Mazariegos
Diego de Mazariegos (nascut a Zamora, Espanya) fou un conquistador espanyol del segle xvi.
Fou un dels que acompanyaren a Hernán Cortés a Mèxic, on lluità contra els indis mixteques i zapoteques, i fundà alguns pobles. També acompanya a Cortés en l'expedició que aquell feu a Honduras, sortint de la ciutat de Mèxic el 12 d'octubre de 1524. Va estar doncs a Chontalpa (avui a l'estat de Tabasco) i a Ixtapa, i va poder arribar amb tots els seus companys d'expedició al poble de Ciguatepec, després d'haver sofert innombrables entrebancs, en un país desert, sota un clima abrasador i amb escassos recursos. Segons explica un historiador, en alguns llocs fou tan fatigosa la marxa dels expedicionaris, que en un espai de 35 llegües hagueren de travessar terrenys enllotats i més de 50 rius, devent construir prèviament alguns ponts fins a poder arribar al territori d'Alcalá. Allà, per ordre d'Hernán Cortés, es destacà el capità Mazariegos amb 80 soldats, amb el fi d'aconseguir provisions. Unit altra volta a l'expedició general, continua la seva marxa per aquells territoris, i després de nombrosos entrebancs i penalitats, pogué regressar a Mèxic, havent durat aquella expedició uns dos anys aproximadament.
Després de dues incursions a la terra dels revoltats xiapaneques, fou enviat novament per Hernán Cortés contra els pobles de Chiapas, el 1526, al front d'un exèrcit en el que hi figuraven espanyols, tlaxcalteques, i mexicans, i derrotà completament a aquelles tribus revoltades, morint molts xiapaneques en diversos combats.
Tornat a Mèxic, continuà prestant importants serveis, en recompensa dels quals fou nomenat governador de Cuba, el 21 de març de 1556, càrrec en el qual va romandre nou anys. Havia succeït al doctor Gonzalo Pérez de Angulo, i fou el primer governador que establí la seva residència a l'Havana, donant-li així caràcter de capital.
Durant el seu govern els francesos varen cometre saqueigs i tota mena de violències en diverses poblacions de l'illa, especialment a l'Havana, hi ha la visió que en Mazariegos no va poder impedir-los, almenys procurà remeiar en el possible les malvestats. En certa ocasió fet presoner el mateix Mazariegos per un corsari de Bahia Honda, i degué el seu rescat als habitants de La Havana.
Igual que el doctor Angulo, tingué alguns disgusts amb l'ajuntament d'aquella capital, doncs havent informat aquella corporació contra el citat doctor davant la Reial Audiència, ell li prohibí que en el successiu nomenés jutges o batlles ordinaris, prohibició que Mazariegos va mantenir fins que la Reial Audiència de Santo Domingo retornà a l'ajuntament el dret de fer aquells nomenaments.
Es millorà el servei d'aigües potables, perquè amb providències molt encertades s'assolí canalitzar les aigües de la Chorrera. També durant el govern de Mazariegos es crearen alguns oficis per a la recta administració de justícia, i per acabar, durant l'administració d'aquest funcionari o a últims de la del doctor Angulo, es fundà el poble de Guanabacoa. A Mazariegos li succeí en el govern García Osorio en la data abans indicada.